# Oratorio Di Castro
El Oratorio Di Castro, inaugurado en 1914, es una sinagoga italiana, la segunda sinagoga que se construyó en Roma tras de la unificación de Italia —después del Gran Sinagoga de Roma—  y la primera en construirse fuera de los límites históricos del antiguo gueto (en via Cesare Balbo).

## Historia
En el antiguo gueto de Roma había un edificio (llamado Cinque Scole) que albergaba los edificios religiosos de la comunidad. Tras la unificación de Italia en 1870, el edificio fue demolido para dar paso al Tempio Maggiore de Roma, cuya construcción se completó en 1904.
En 1909, Grazia Pontecorvo, viuda de Salvatore Di Castro, dejó sus posesiones a la comunidad judía de Roma tras su muerte, con el compromiso de que se construyera una nueva sinagoga en el distrito de Esquilino donde muchas familias judías se habían asentado tras la abolición del gueto. .
El nuevo edificio fue construido para servir a las comunidades sefardí, asquenazí e italiana y albergar una escuela. Aunque el proyecto se confió a los mismos arquitectos y decoradores del Tempio Maggiore de Roma, Osvaldo Armanni y Vincenzo Costa, concibieron un edificio completamente diferente. El exterior es simple y se ajusta al diseño de los edificios residenciales circundantes. El interior monumental también está lejos de las exóticas formas asirio-babilónicas del Mayor de Roma para seguir más bien la moda de la libertad de la época.
La inauguración tuvo lugar el 16 de septiembre de 1914. Desde entonces, el oratorio Di Castro se ha convertido en un importante punto de referencia para los judíos romanos. El 24 de septiembre de 2014, con una ceremonia participativa toda la comunidad judía de Roma se reunió en el Templo de via Balbo para celebrar el centenario de su construcción.

## Otros proyectos
- Wikimedia Commons contiene imágenes u otros archivos sobre elOratorio Di Castro

- Datos: Q18289689
- Multimedia: Sinagoga ashkenazi di Via Balbo (Rome) / Q18289689